# Dinardilla liometopi
Dinardilla liometopi är en skalbaggsart som beskrevs av Erich Wasmann 1901. Dinardilla liometopi ingår i släktet Dinardilla och familjen kortvingar. Inga underarter finns listade i Catalogue of Life.